# Hewittia malabarica
Hewittia malabarica là một loài thực vật có hoa trong họ Bìm bìm. Loài này được (L.) Suresh mô tả khoa học đầu tiên năm 1988.